# 崔承喜
崔 承喜（朝鮮語:최승희、チェ・スンヒ、さい・しょうき、1911年11月24日 - 没年不明）は、1930年代から日本で活躍した朝鮮半島出身の舞踊家で、石井漠などにモダンダンスの技術を学びながら朝鮮古典舞踊の近代化に大きく貢献した。川端康成をはじめ多くの文人・知識人が彼女の舞いを絶賛、広告や映画などでも絶大な人気を博して、戦前期の日本で最も知られる舞踊家の一人となった。
3年におよぶ欧米・南米での公演旅行を通じて芸術性が国外でも高く評価されたが、戦後、政治活動家の夫にともなって北朝鮮へわたり、のちに夫の政治失脚に巻き込まれて行方不明となった。近年、その生涯の悲劇性と舞踊の先進性が再注目されて韓国・日本で研究が進んでいる。

## 来歴

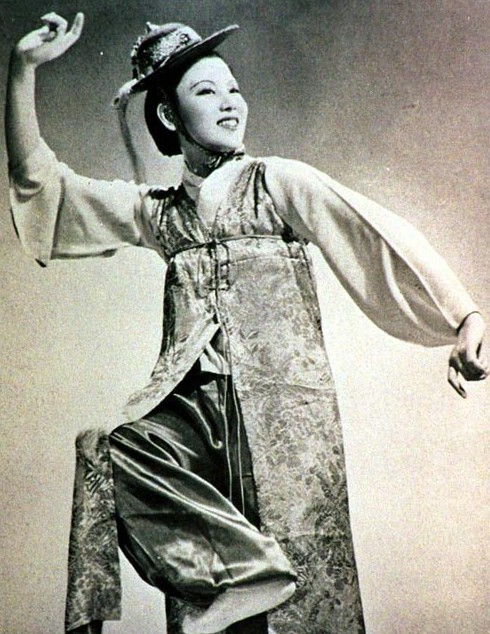
『閑良の舞』の舞台写真。崔承喜によって近代化された朝鮮古典舞踊のひとつ。

### 出生
崔承喜は京城（現在のソウル）または江原道の洪川で、四人兄弟の末子として生まれた。富裕な両班の家系で、父親の崔濬絃（本貫は海州崔氏）は漢学者だったが、日韓併合で土地を失ったのち家政は安定せず、一時、破産寸前にまで陥ったという。
崔承喜は学校の成績が優秀で、小学校を飛び級で卒業、京城にあった名門・淑明助士高等普通学校に進学したのちは学費を免除され、さらに飛び級で卒業した。卒業後は東京の音楽学校や師範学校に優秀な成績で合格するが、二度の飛び級で入学規定年齢の16歳に達していなかったため、いずれも入学保留となる。
1926年3月、石井漠舞踊団の公演が京城公会堂で開かれる。日本大学の美学科に通っていた兄の誘いで公演を鑑賞した崔承喜は深く感銘を受け、その夜のうちに舞踊家になることを決意、石井に入門の意思を伝えた。両親らの反対を押し切って、数日後には東京へ渡り、石井が東京の武蔵境にかまえていた舞踊研究所でトレーニングを開始した。

### 日本でのモダンダンス修行
崔承喜は石井の寵愛を受けて舞踊の才能を開花させ、入門から1年半後の1927年10月には、京城公会堂でソロの演技を披露するまでになった。その後、石井門下で三年間の修行を積むが、1929年に京城へもどって朝鮮古典舞踊の近代化という目標にとりかかる。研究生をつのって自ら崔承喜舞踊研究所を立ち上げ、国内各地をめぐって公演をおこなうかたわら、古い伝統の踊りを研究していった。この間に、早稲田大学ロシア文学科の学生だった安漠と兄の紹介で知り合い、結婚。のちに娘が生まれている。

当時まだ朝鮮では舞踊が「妓生のたしなみ」としか認知されておらず、研究所の経営は難航し、三年後に閉鎖に追い込まれる。そののち崔承喜は改めて東京の石井漠の舞踊団に再入門する。崔承喜はふたたび頭角をあらわし、とくに石井が力を入れていたモダンダンスを新たに習得して大きな評判を呼ぶようになった。

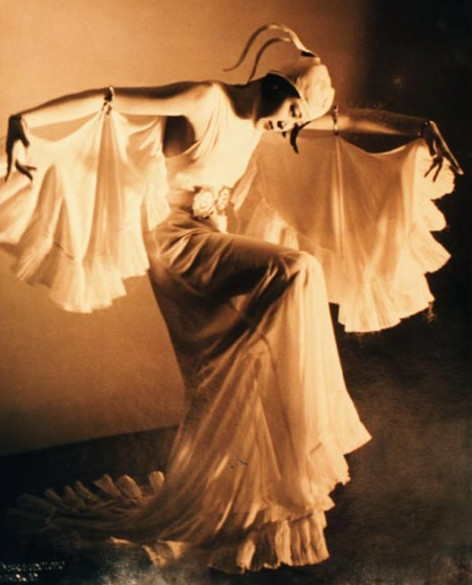
戦前の著名写真家のひとり安河内治一郎による『踊る崔承喜』（1936年）。

### 声望の高まり
1934年9月、崔承喜は自らの名を冠した舞踊発表会を開催。この公演は川端康成や菊池寛など、当時の代表的な文人が鑑賞し、きわめて高い評価を受けた。川端はみずから崔承喜論を書き、彼女を「女流新進舞踊家中の日本一」と評している。
こうした声望の高まりを背景に、1935年春、崔承喜は独立して東京の九段にふたたび崔承喜舞踊研究所を設立する。このころから今日出海監督の映画『半島の舞姫』に主演したほか、化粧品や衣類などさまざまな広告にも起用され、美貌の天才舞踏家としての大衆的な知名度も高まっていった。
1937年12月から3年間にわたって、崔承喜は欧米・南米各地での巡演旅行を行う。講演回数は約150回におよび、パリではピカソやコクトーも彼女の舞いを鑑賞している。ニューヨーク公演では1939年にアメリカン・バレエの舞台に出演、マーサ・グラハムとともにダンス・フェスティバルにも出演している。
しかしアメリカ滞在中は、日本に協力的であるとして現地の反日同胞から批判、嫌がらせを受け、在米反日派による排日マーク販売を崔の仕業とする噂が日本で立つなど、難しい立場に立たされたともいう。
日本に戻った崔承喜は、歌舞伎座などで凱旋公演を行う。1944年の帝劇公演では、戦争下の窮乏した時期にもかかわらず連日満員の盛況となったという。しかし朝鮮出身の舞踊家として軍部・警察からさまざまな監視・警戒を受けるようになった。創氏改名が法制化されたのちも "Sai Shoki" の名が国際的に定着しているとして改名の要求を退けつづけた。1944年3月、中国の日本軍慰問のため、東京を離れる。

### 北朝鮮へ
1945年、中国滞在中に出産のため入院していた病院で日本の敗戦を迎える。その後、一度ソウルへ渡るが、共産主義に共鳴していた夫の強い意向で日本へは戻らず、翌1946年7月に北朝鮮へわたる。ここでも彼女は国際的な舞踊家として厚遇を受け舞踊研究所を主宰。のちに中国へも派遣され、パリで彼女の舞台を見たという周恩来の支援を受けて、北京の中央喜劇学院にも崔承喜の名前を冠する訓練班をたちあげて後進の育成、さらには京劇の近代化に大きな業績を残した。このころ娘の安聖姫（アン・ソンヒ）も舞踊家となり、母とともに指導にあたっている。1948年8月に最高人民会議の代議員に当選。
しかし後に北朝鮮で高位にのぼっていた夫が失脚。崔承喜自身も1967年「ブルジョワおよび修正主義分子」と名指しされ、娘とともに軟禁されたとする短報が出た後、消息不明となっている。

## 人物像
日本統治時代の朝鮮や北朝鮮でも批判されるほど、非常に独善的で自己中心的な性格だった。
代表的な逸話として、あるインタビューで「ファンレターは適当に見て投げ捨てる」と何気なく平気に言ったこと、面談を要請する数多くの提案を「朝鮮の地で私に会いたくない人はいません」と言って冷たく拒絶したこと、さらには当時公演観覧のマナーに慣れていなかった朝鮮人観客が公演観覧中に音を出すとダンスを中断し、静かにするように怒鳴ったことなどの逸話があり、神経質な性格であった。
舞踊家として成功した後、金銭的な問題が生じ、兄弟たちの間でも問題が頻繁に起こったという。彼女自身も過度な贅沢が目立ち、夫や周囲の人々は「贅沢な生活を控えるように」と何度も忠告したが、本人は聞く耳を持たなかった。北朝鮮へ渡った後も変わらず、豪華で贅沢行為は続いた。

## 評価

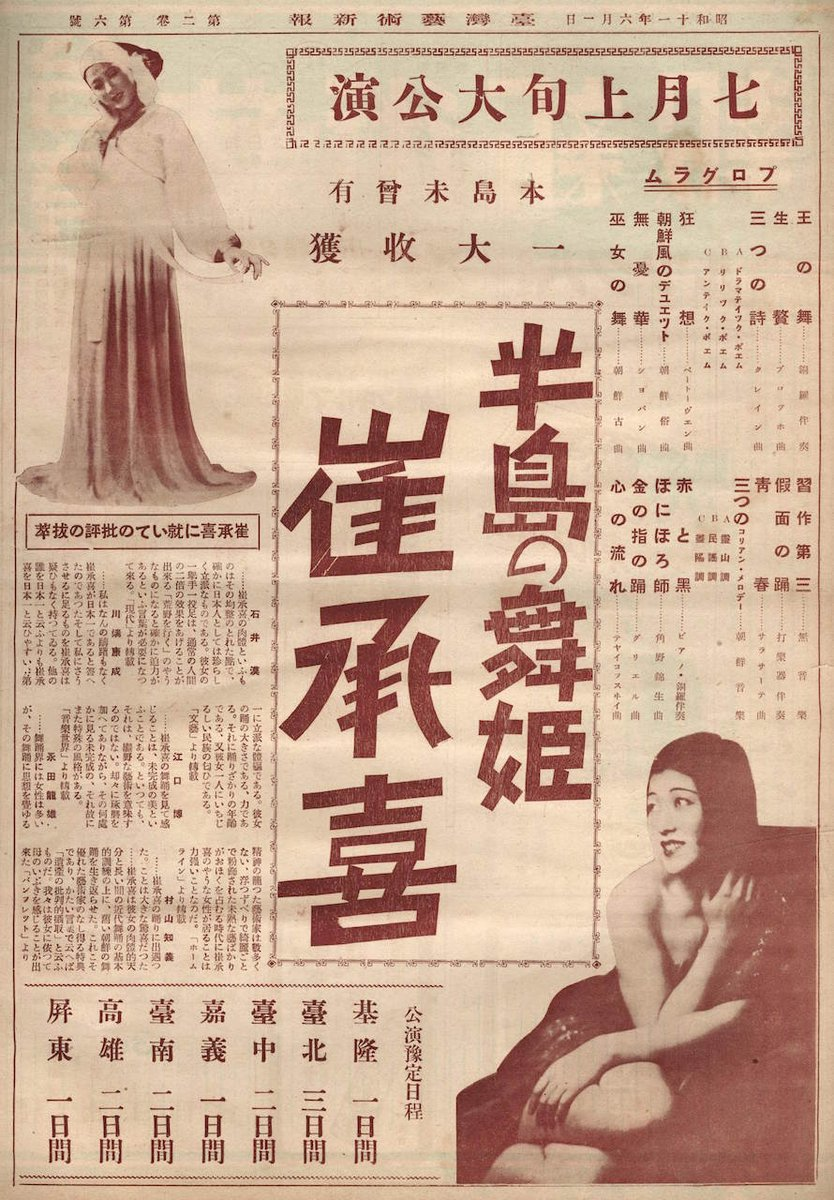
『台湾新報』に掲載された崔承喜公演の広告（1936年）

- 『台湾新報』に掲載された崔承喜公演の広告（1936年）石井漠「崔承喜の肉体というものはその均整の取れた点で、確かに日本人としては珍しく立派なものである。彼女を一挙手一投足は、通常に人間の二倍の効果を上げることができる」[要出典]。
- 川端康成「私は何の躊躇もなく崔承喜が日本一であると答えたのであった。そして私にそうさせるに足るものを崔承喜は疑いもなく持っている。他の誰を日本一と言うよりも崔承喜を日本一と言いやすい。」[要出典]
- ニューヨークタイムズ「崔承喜には日本の色、中国の身振り、韓国の線が一緒に流れている」[要出典]

## 失脚をめぐって
- 2003年2月9日に、1969年に亡くなったこと、遺体が愛国烈士陵に葬られ墓碑に「舞踊家同盟中央委員会委員長、人民俳優」と刻まれていることが公式筋より公表され、「人民俳優」として名誉回復されたことが明らかとなった[13]。しかし、失脚理由や死因は公式発表されておらず、公式発表の没年月日ですら正確な物なのかどうか、未だに疑問がもたれている[14]。
- 2008年4月29日に韓国の市民団体民族問題研究所、ならびにその傘下の親日人名辞典編纂委員会より発表された親日人名辞典の第2回リストに名前が掲載されており、彼らによって親日派であると認定されている[15]。韓国左派の基準で「明白な親日舞踊家」とされる崔が北朝鮮に渡って20年以上も活躍していたため、北朝鮮が戦後に「親日」を全て処罰したとの主張は幻想だと指摘されている。
- 1956年の8月宗派事件の時に反対派が金日成総書記に向かって「土窟の中の人民が飢えと病魔に苦しむ経済の現実」に加えて、「親日派重用」を批判したという記録や日本統治時代の技術者を独立運動家以上に優遇したという証言も記録されている。そのため、朝鮮日報は韓国内の北朝鮮政権支持者の信じる「親日派を徹底的に排除した」のは嘘だと指摘している[16]。

## 著書
- 『私の自叙伝 : 半島の舞姫』日本書荘、1936年10月15日。NDLJP:1906746。

## 出演映画
- 今日出海監督『半島の舞姫』（新興キネマ、1938）[17]
- 水ヶ江龍一監督『大金剛山の譜』（日活、1938）[18]
- 藤原智子監督『伝説の舞姫 崔承喜 金梅子が追う民族の心』（日本映画新社ほか、2000）[19] - 崔承喜の生涯をたどったドキュメンタリー映画。

## 写真

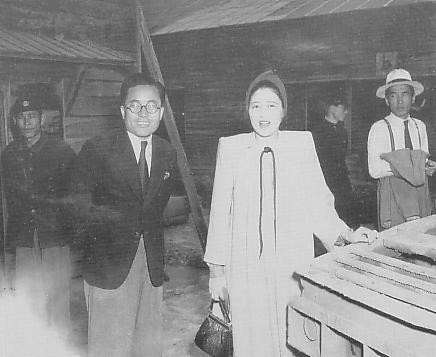
崔承喜（右）1946年ソウルにて
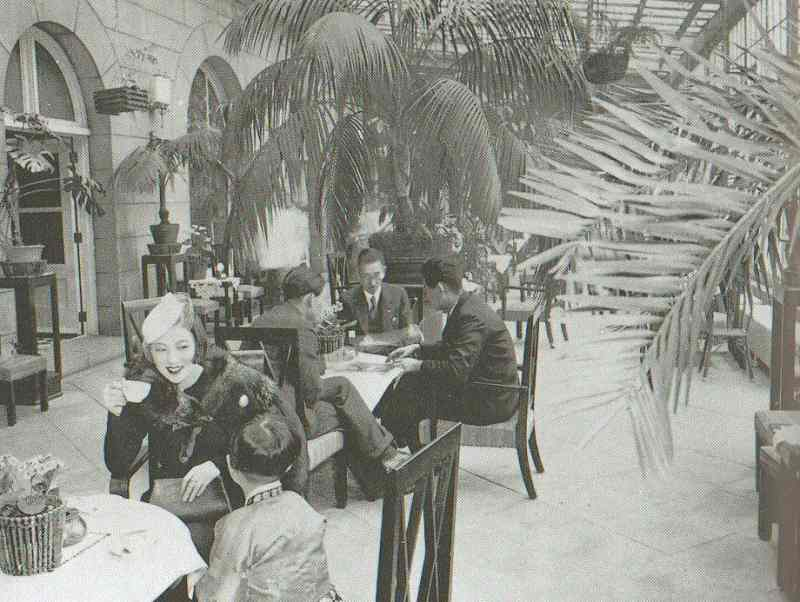
1940年京城の朝鮮ホテル（現:ウェスティン朝鮮ホテル）でコーヒーを飲んでいる崔承喜
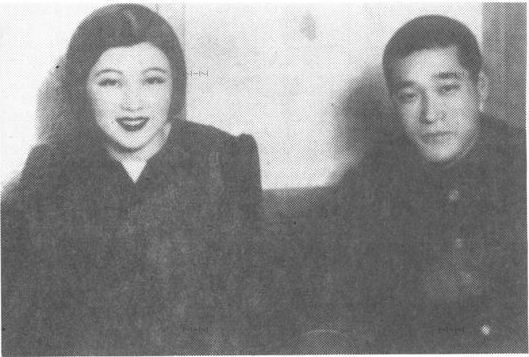
1936年ベルリンオリンピック優勝直後の孫基禎と崔承喜
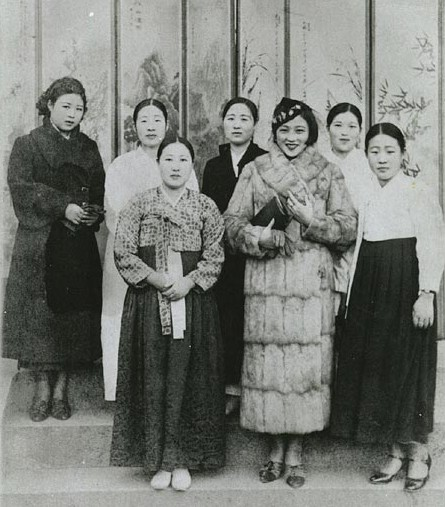
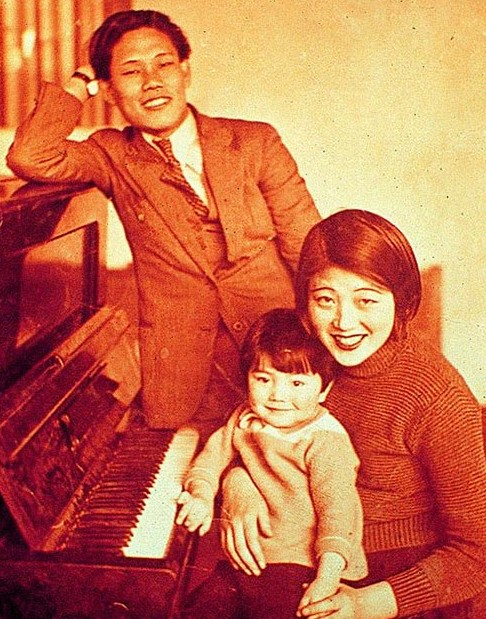
1931年に結婚した夫の安漠（1910年生、早稲田大学卒、本名・安承弼）と娘の聖姫（1932年生、日本名・勝子）と。のちに息子の秉建（1944年生）を儲けた。

## 関連文献
- 炎は闇の彼方に―伝説の舞姫・崔承喜（金賛汀・著、日本放送出版協会）ISBN 4140807091
- さすらいの舞姫　北の闇に消えた伝説のバレリーナ・崔承喜（西木正明著、光文社、2010年）ISBN 4334927203
- 世紀の美人舞踏家・崔承喜（編著者：高嶋雄三郎・鄭昞浩　翻訳：金容権、エムティ出版）ISBN 4896144333
- 李賢晙『「東洋」を踊る崔承喜』勉誠出版、2019 ISBN 978-4585270515
- 徐希寧『崔承喜と現在』（ソウ・ヒヨン著、クレイン刊、2025年）ISBN 978-4906681686